# Seumatang Keude
Seumatang Keude is een bestuurslaag in het regentschap Aceh Timur van de provincie Atjeh, Indonesië. Seumatang Keude telt 983 inwoners (volkstelling 2010).